# Alberto Barroso Campos
Alberto Barroso Campos (* 4. Juni 1996 in Montijo) ist ein spanischer Tennisspieler.

## Karriere
Zwischen 2010 und 2014 spielte Barroso Campos auf der ITF Junior Tour. Vor allem im Doppel war er dort erfolgreich, er gewann sieben Titel, darunter mit dem J1 Berlin auch einen der Kategorie Grade 1. In der Junioren-Rangliste erreichte er mit Platz 62 seine höchste Notierung.
Im Jahr 2015 begann Barroso Campos ein Studium an der Saint Leo University, von wo er 2016 an die University of South Florida wechselte. Er spielte dort bis zu seinem Abschluss 2019 College Tennis. In seinem ersten Jahr wurde er zum All-American im Einzel und Doppel gewählt, in seinem letzten Jahr ebenfalls im Einzel. Während seines Studium spielte er schon erste Profiturniere und gewann im Doppel von 2016 bis 2018 je einen Titel auf der ITF Future Tour, seit 2018 steht er in den Top 800 der Doppel-Weltrangliste. Auch in den folgenden Jahren gewann er im Doppel etliche Turniere auf der Future Tour. Im Einzel kam er 2020 das erste Mal überhaupt in ein Halbfinale, während er im Doppel bis Ende des Jahres schon sechs Titel gewonnen hatte. Das Jahr 2022 markierte einen Durchbruch des Spaniers. Bei zwei Futures triumphierte er, darüber hinaus zog er bei einem seiner ersten Auftritte auf der ATP Challenger Tour in Malaga das erste Mal ins Viertelfinale ein. Auf dem Weg besiegte er die Nummer 134 der Welt Vasek Pospisil. Platz 400 Ende des Jahres stand damit zu Buche. Zur gleichen Zeit hatte Barroso Campos seinen zwölften Future-Titel gewonnen. Auch bei Challengers erzielte er erste Erfolge: in Murcia stand er erstmals im Halbfinale und in Sevilla zog er mit Nicolás Álvarez Varona ins erste Endspiel ein. Drei Einzel- und zwei Doppeltitel kamen 2023 hinzu. Weitere Erfolge bei Challengers stellten sich allerdings im Einzel nicht ein, sodass er von seinem Karrierehoch, Platz 383 wieder knapp 50 Plätze abrutschte, während im Doppel der erste Titelgewinn bei einem Challenger in Sevilla gelang. Mit Diego Hidalgo und Cristian Rodríguez schlugen sie zudem in der ersten Runde zwei Top-100-Spieler. Von seiner Höchstposition, Rang 225, die er Ende 2022 erreicht hatte, ist Barroso Campos auch im Doppel wieder eine Position entfernt.

## Erfolge
| Legende (Anzahl der Siege) |
| Grand Slam                 |
| ATP Finals                 |
| ATP Tour Masters 1000      |
| ATP Tour 500               |
| ATP Tour 250               |
| ATP Challenger Tour (1)    |

### Doppel

#### Turniersiege
| Nr. | Datum             | Turnier | Belag | Partner        | Finalgegner                       | Ergebnis          |
| --- | ----------------- | ------- | ----- | -------------- | --------------------------------- | ----------------- |
| 1.  | 9. September 2023 | Sevilla | Sand  | Pedro Martínez | N. Sriram Balaji Fernando Romboli | 3:6, 7:65, [11:9] |